# Sint-Nicolaaskerk (Wyk auf Föhr)
De Sint-Nicolaaskerk (Duits: Kirche St. Nicolai) in Wyk auf Föhr op het Noord-Friese waddeneiland Föhr (Sleeswijk-Holstein) is een romaans kerkgebouw uit de 13e eeuw met gotische en barokke uitbreidingen. De in Boldixum gelegen kerk is sinds de invoering van de reformatie (1526-1530) op Föhr een protestantse kerk.

## Geschiedenis

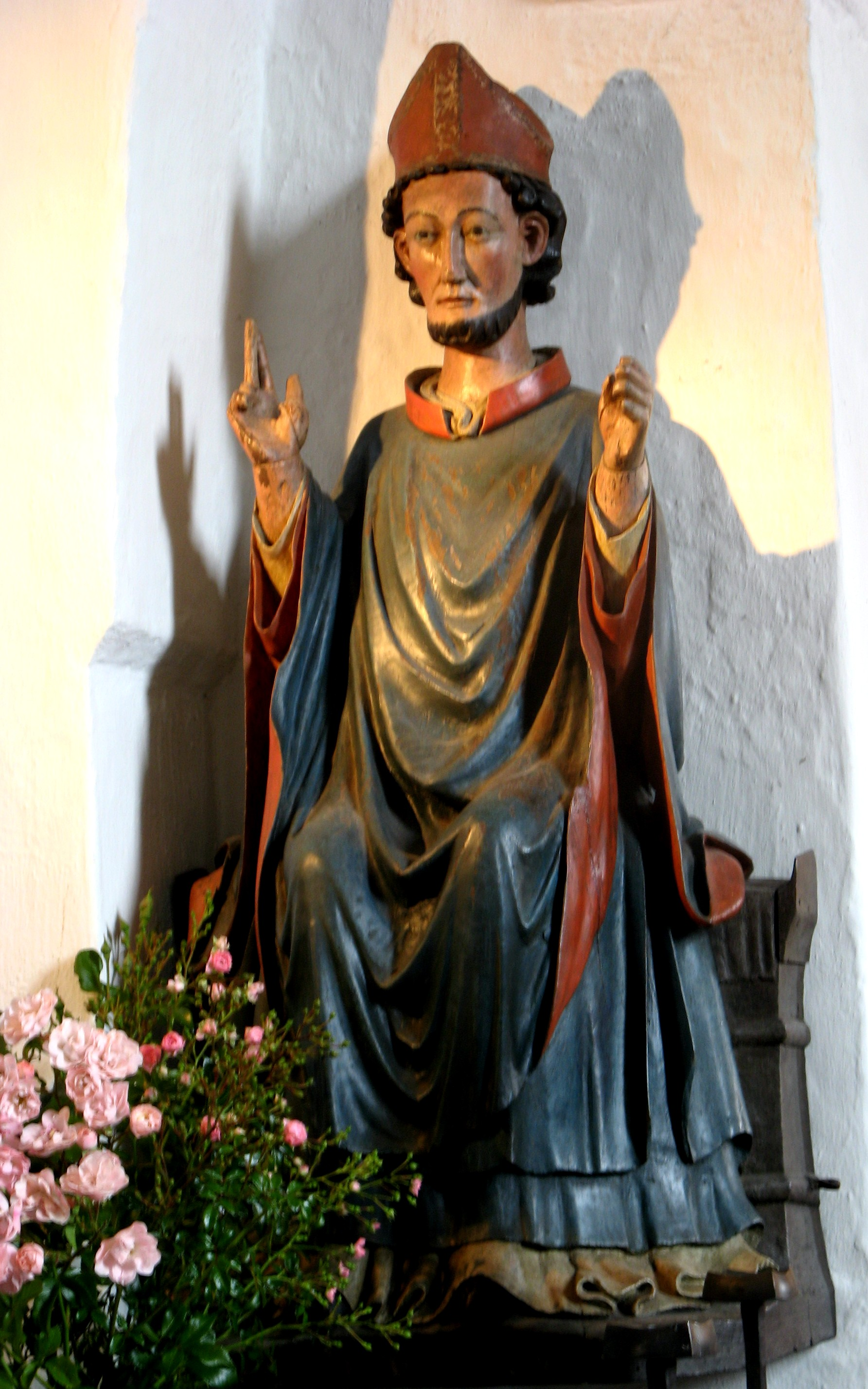
Beeld uit de 13e eeuw van de patroonheilige

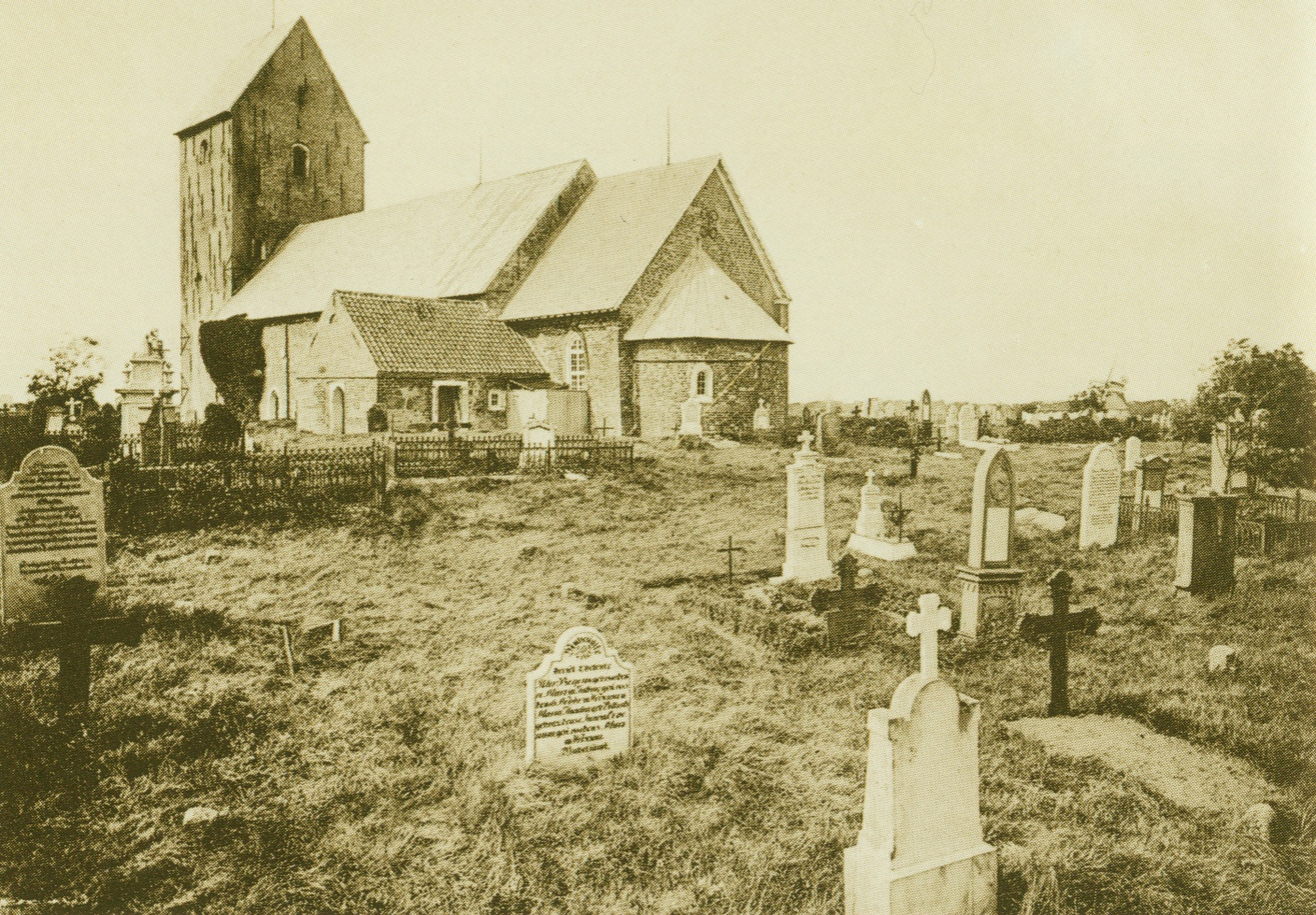
De Nicolaaskerk in 1895

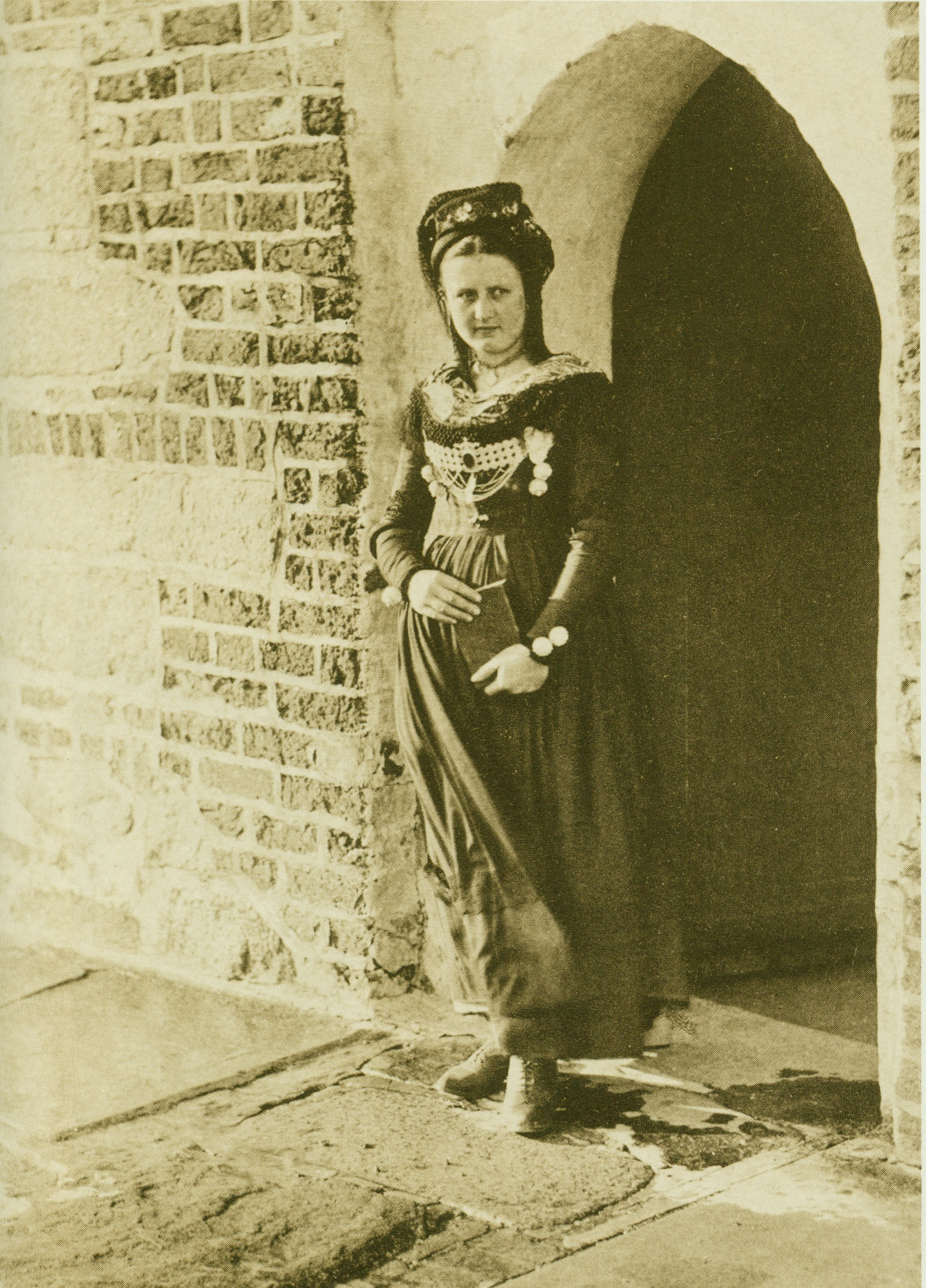
Kerkganger in dracht

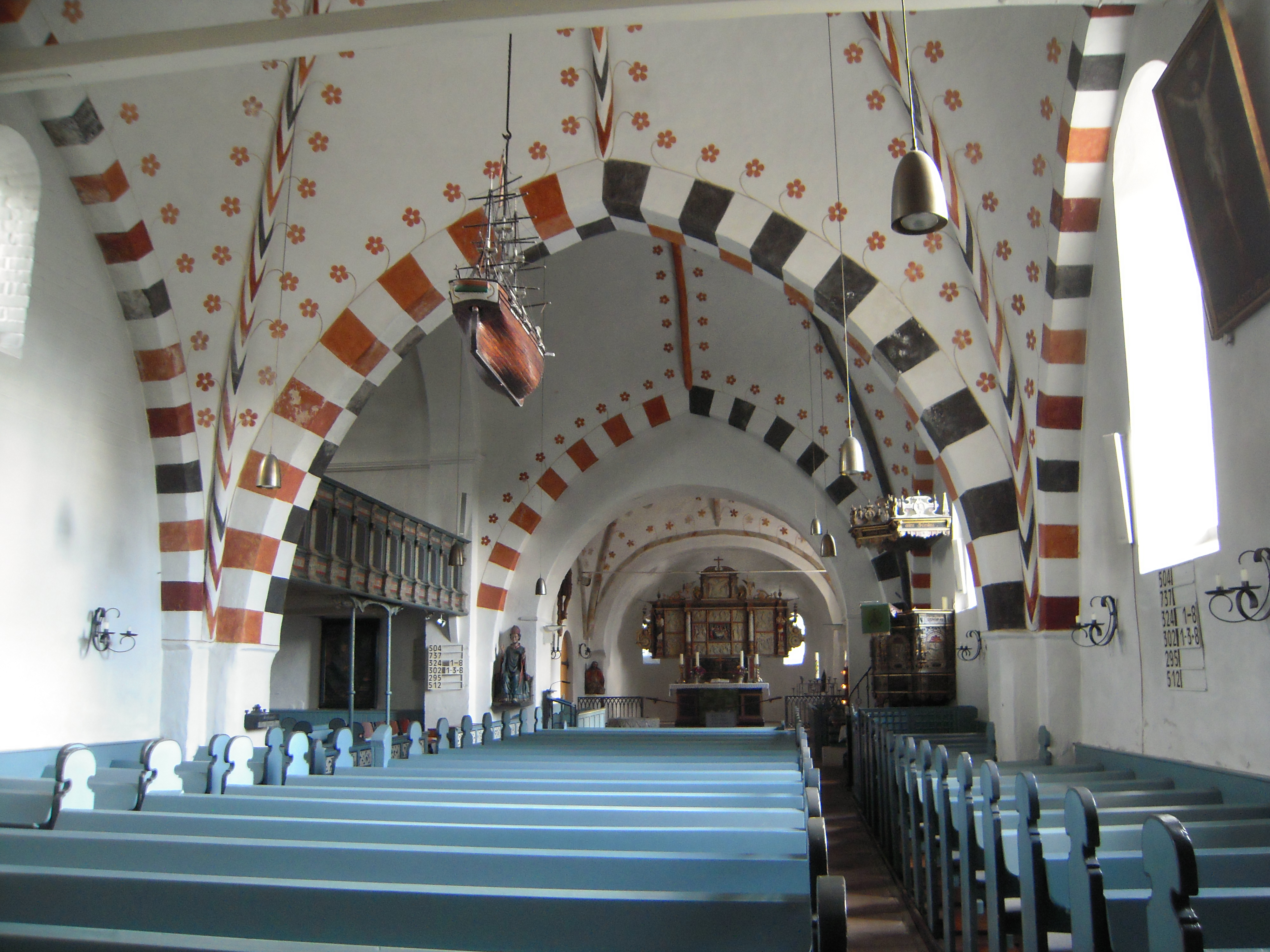
Interieur

De Sint-Nicolaaskerk is een van de drie middeleeuwse kerken op het eiland. De andere twee zijn de Sint-Johanneskerk in Nieblum en de Sint-Laurentiuskerk in Süderende. Van de drie is de Sint-Nicolaaskerk het jongste kerkgebouw.
Voor het eerst werd de kerk in het jaar 1240 in een oorkonde genoemd. Voordien werd het gebied, waartoe ook de plaatsen Boldixum en Wrixum behoorden en vanaf 1601 ook Wyk auf Föhr, vanuit Nieblum bediend. In 1509 werd de Sint-Nicolaaskerk een zelfstandige parochiekerk. Tussen 1435 en 1721 was Föhr politiek een gedeeld eiland: over het westelijke deel heerste de Deense koning, over het oostelijke deel de hertogen van Gottorp. De Nicolaaskerk lag samen met de Johanneskerk op het oostelijke deel van het eiland, terwijl de Laurentiuskerk het geestelijke centrum vormde van het westelijke deel. Los van deze scheiding werd de lutherse leer in beide delen ingevoerd.
De naam van de kerk werd na de reformatie niet gewijzigd. Van de patroonheilige staat links voor het altaar aan de noordelijke pijler van de koorboog een beeld opgesteld. Het beeld werd omstreeks 1300 gemaakt.

## Gebouw
De middeleeuwse kerk is een laatromaans gebouw en heeft een gotische toren en een barokke aanbouw uit 1707. Het interieur van het kerkschip is circa 30 meter lang en 7 meter breed. Daaraan sluiten zich een overwelfd koor met apsis, de gotische toren en enkele zuidelijke en noordelijke uitbreidingen.
De apsis bezit nog de voor de romaanse architectuur typerende rondboogvensters, terwijl de vensters van het koor en kerkschip reeds invloeden van de gotiek verraden. Om meer daglicht in de kerk te laten werden de vensters in de zuidelijke muur van het gebouw later vergroot. Dit was noodzakelijk om de kerkleden in staat te stellen deel te laten nemen aan de liturgie en om te kunnen lezen moest de ruimte voldoende worden belicht. Het portaal aan de zuidelijke zijde van de kerk was oorspronkelijk voor de mannen, het portaal aan de noordelijke zijde voor de vrouwen.
De met een zadeldak afgesloten toren werd in de 15e eeuw toegevoegd. De 28,50 meter hoge toren kent geen opsmuk, werd door de eeuwen heen vaak gerepareerd en wordt met talrijke muurankers stabiel gehouden. In de toren hangen vier klokken: één uit 1767, één uit 1934 en twee uit 1962.
In de late middeleeuwen werd een voorportaal voor de ingang ten zuiden van het koor gebouwd. Oorspronkelijk diende het voor het opbaren van overledenen maar tegenwoordig is het in gebruik als sacristie.
Op de noordelijke zijde van de bouw werd in 1700 een dwarsschip aangebouwd om het groeiende aantal kerkleden een plaats te kunnen bieden. Ondanks de voor de barokke tijd eenvoudige uitvoering kostte het de gemeente jaren om de kosten af te lossen. Oorspronkelijk was het houten tongewelf gestuct en met een voorstelling van het paradijs beschilderd.
Van de galerijen die werden ingebouwd om het aantal kerkbezoekers te kunnen bergen bleven de galerij in het noordelijk transept en de in 1678 toegevoegde orgelgalerij bewaard.

## Interieur
Tijdens een restauratie in 1969 ontdekte men de oorspronkelijke beschildering van het interieur uit de 13e eeuw. Van de oorspronkelijke beschildering is in het middelste travee nog tot 50% origineel. De fresco's werden hersteld en gereconstrueerd,  maar van het koor was de oorspronkelijke beschildering niet meer aanwezig. Hier werden laatgotische fresco's hersteld.
- Het altaar uit 1643 werd door Johann Schnittker uit Stedesand uit lindenhout gesneden. Het heeft de vorm van een latijns kruis en heeft in het midden een reliëf van het Laatste Avondmaal. De andere velden van het altaar zijn in een geelachtige kleur gehouden om ze een marmeren of albasten uitstraling te geven. Op de vleugels en in de zijvelden worden scènes uit het leven van Jezus uitgebeeld.
- De kansel is iets ouder dan het altaar en werd in de stijl van de late renaissance gemaakt. De maker van de kansel is onbekend, maar hij heeft in Noord-Friesland meerdere kerken van een kansel voorzien. Aan de halve pijlers op de hoeken symboliseren vrouwelijke figuren de christelijke deugden. De velden daartussen bevatten in rijk versierde kaders voorstellingen uit het leven van Jezus (Geboorte, Doop, Kruisiging, Opstanding, Hemelvaart en het Jongste Gericht). Daaronder bevinden zich op een zwarte achtergrond goudkleurige Bijbelteksten in het Nederduits.
- Het doopvont is het enige voorwerp dat uit de oorspronkelijke inrichting van de kerk dateert. Het werd van kalksteen gemaakt op het eiland Gotland. Tussen de 12e en 14e eeuw voorzag het eiland de streken rond de Noord- en Oostzee van doopvonten. Oorspronkelijk werden dopelingen onder het aanroepen van God, Zoon en Heilige Geest driemaal in het water gedompeld, maar de nieuwe kerkordening van 1542 in Sleeswijk-Holstein voerde de besprenkeling in en sindsdien bevat de cuppa een messing doopschaal.
- Aan de hoek naar de noordelijke aanbouw links in het kerkschip hangt een kistje met drie gleuven. Hier konden kerkleden uit de plaatsen Wyk, Boldixum en Wrixum briefjes met hun namen deponeren om aan te geven dat men aan de biecht en het Avondmaal wenste deel te nemen.
- Het eiken beeld van de heilige Nicolaas stamt uit circa 1300. Aan de noordelijke muur zijn de beelden van een staande diaken en een lezende apostel te zien. Beide dateren uit 1520, net als een zittende Christus links van het altaar.
- Bij de overgang naar het koor bevindt zich een offerblok met ijzerbeslag.
- Het votiefschip van de kerk dateert uit de jaren 1950.

## Orgel
Het 25 registers tellende orgel staat op de in 1678 gebouwde westelijke galerij. Het barokke orgel uit 1735 van Johann Hinrich Klapmeyer, een leerling van Arp Schnitger, werd in de jaren 1955-1956 omgebouwd door de Hamburger orgelbouwfirma Beckerath, waarbij het oorspronkelijke orgel een rugpositief werd.

## Kerkhof
Op het kerkhof staan nog veel barokke grafstenen met prachtige ornamenten. De oude stenen werden voor het grootste deel van hun oude plaats verwijderd en langs de hoofdpaden en in de beschutting van het kerkgebouw opnieuw opgesteld. De grafstenen berichten in het Hoogduits of Nederduits respectievelijk Latijns in kunstzinnig schrift uitvoerig over de levenswandel van de begraven personen. Vaak worden er op de stenen scènes uit de Heilige Schrift uitgebeeld of van de overledenen zelf en bij zeevarenden treft men ook het motief van een schip aan. Alle stenen getuigen echter van het onwrikbare christelijke geloof van de overledenen, dat in de figuur van de veelvuldig afgebeelde Jezus het voornaamste symbool vindt.

## Afbeeldingen

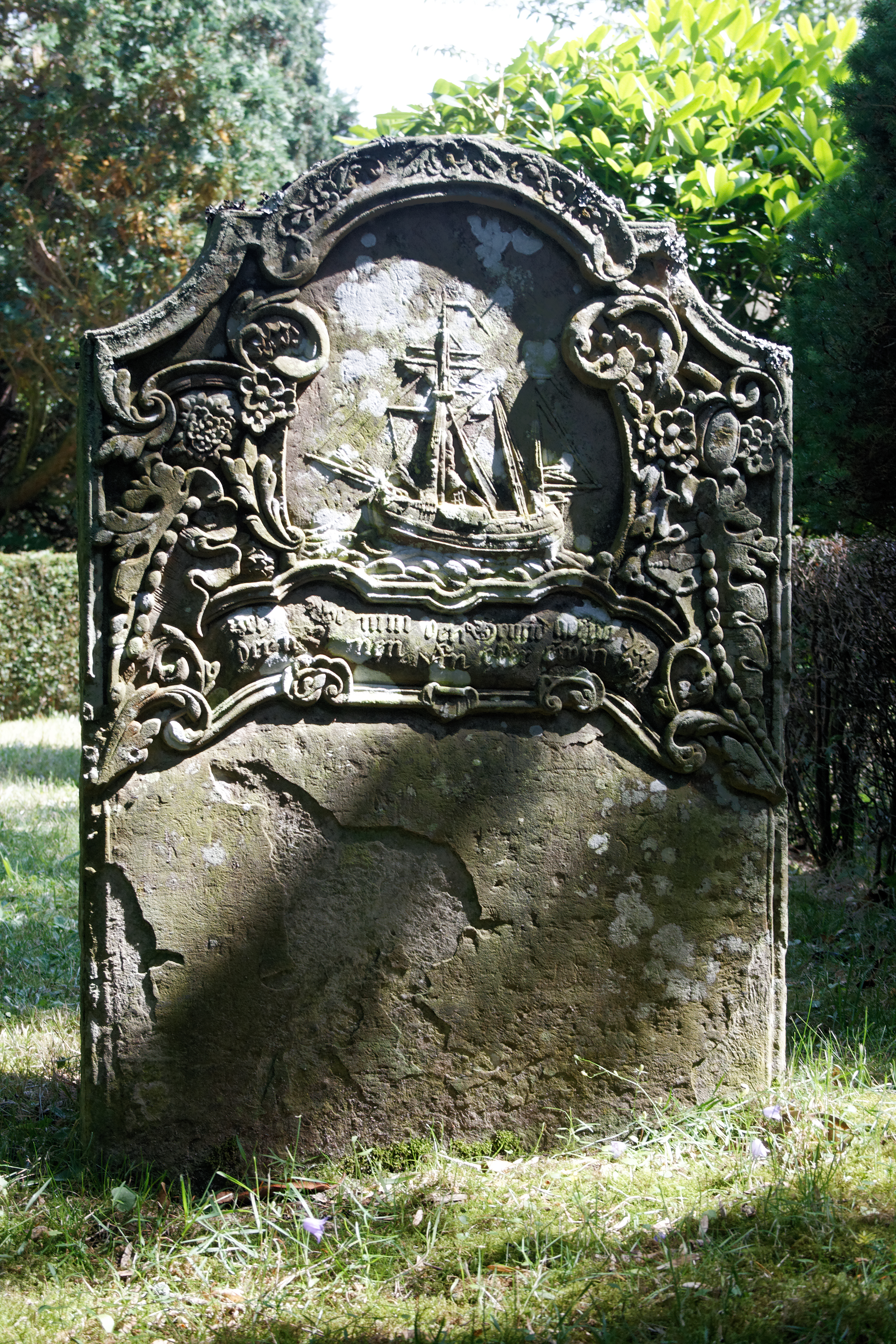
Grafsteen
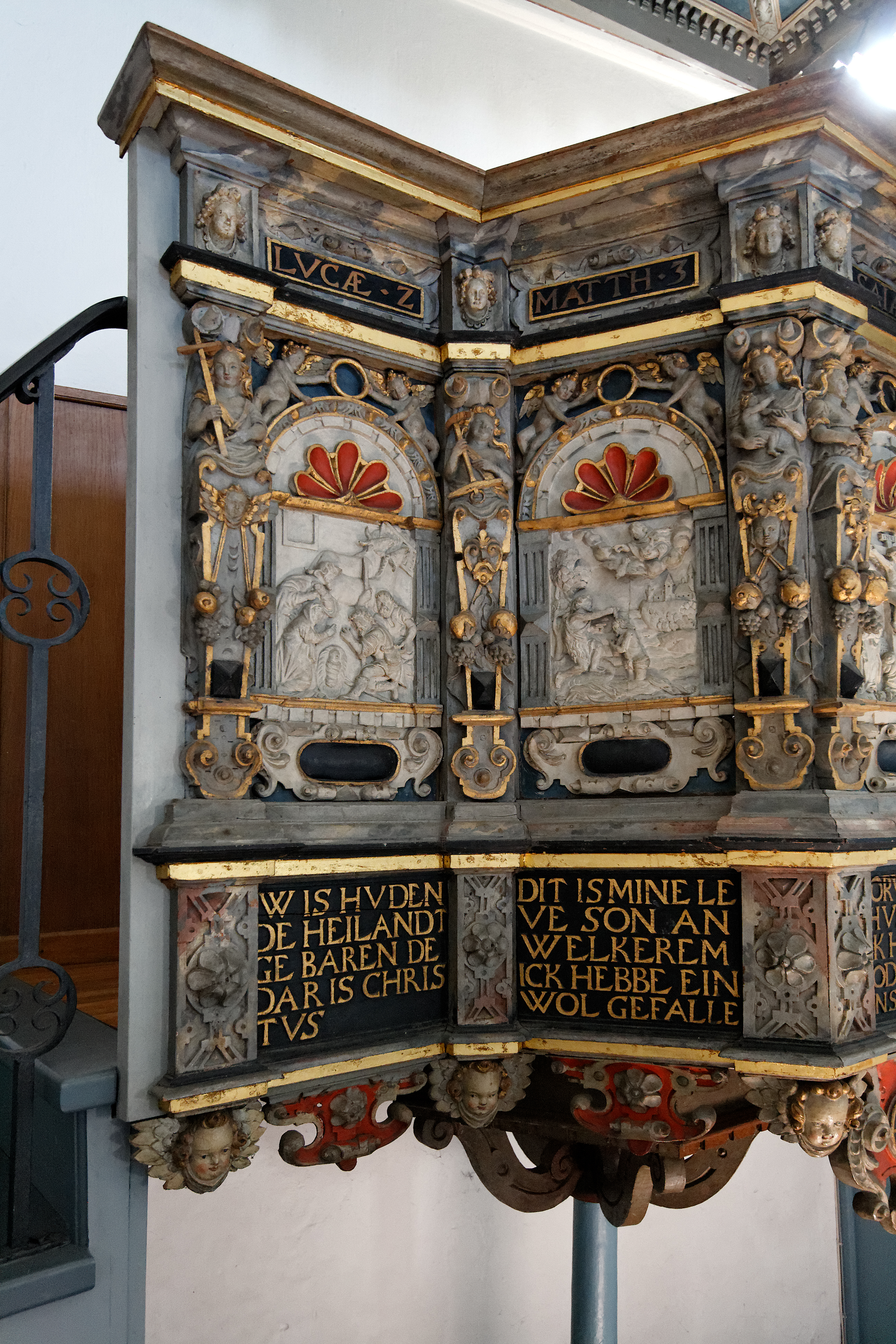
Detail preekstoel
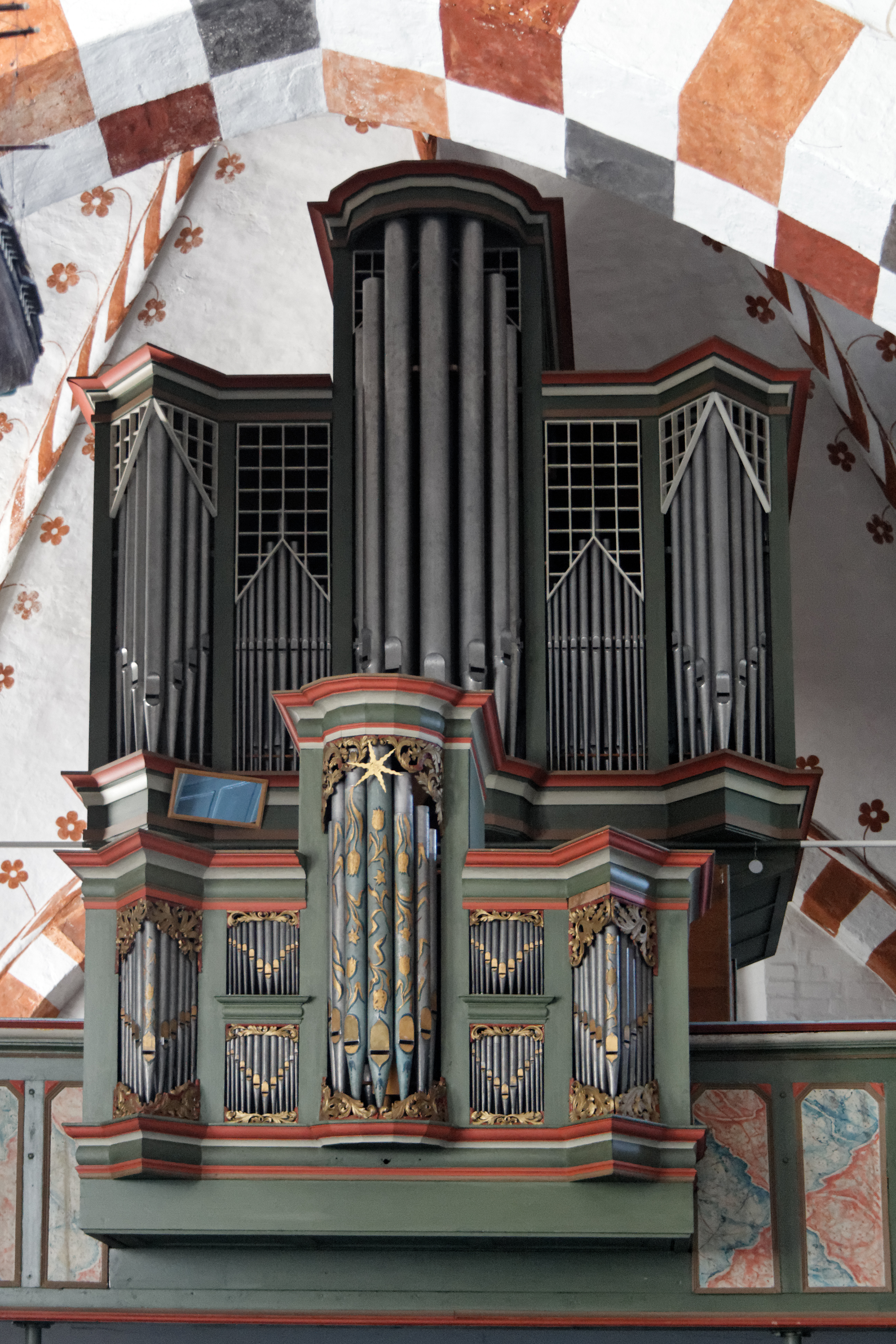
Orgel
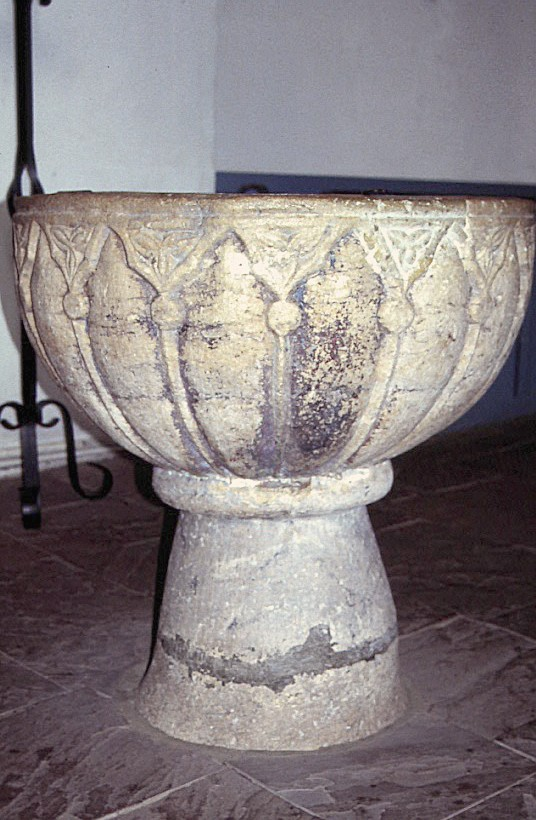
Doopvont
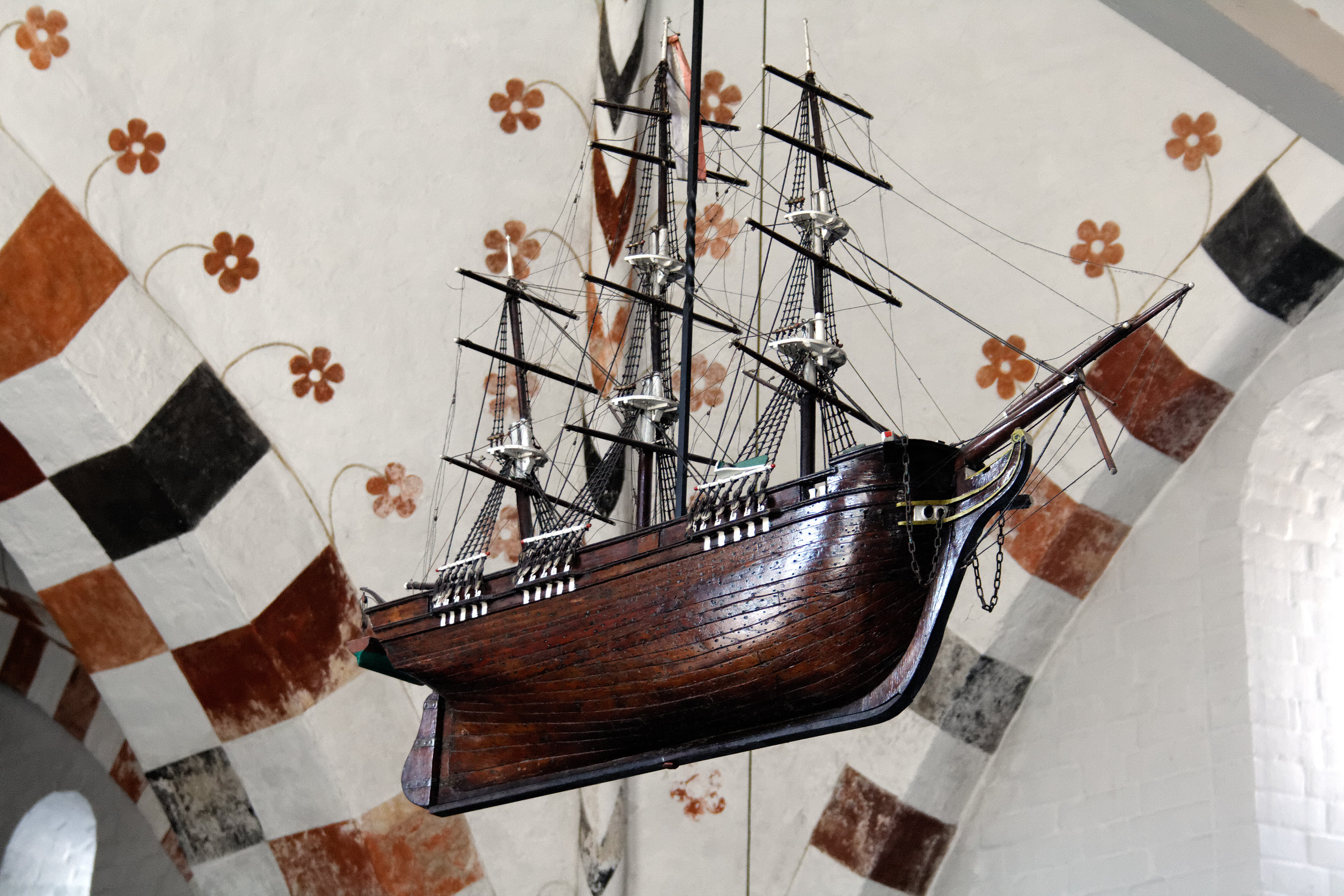
Votiefschip
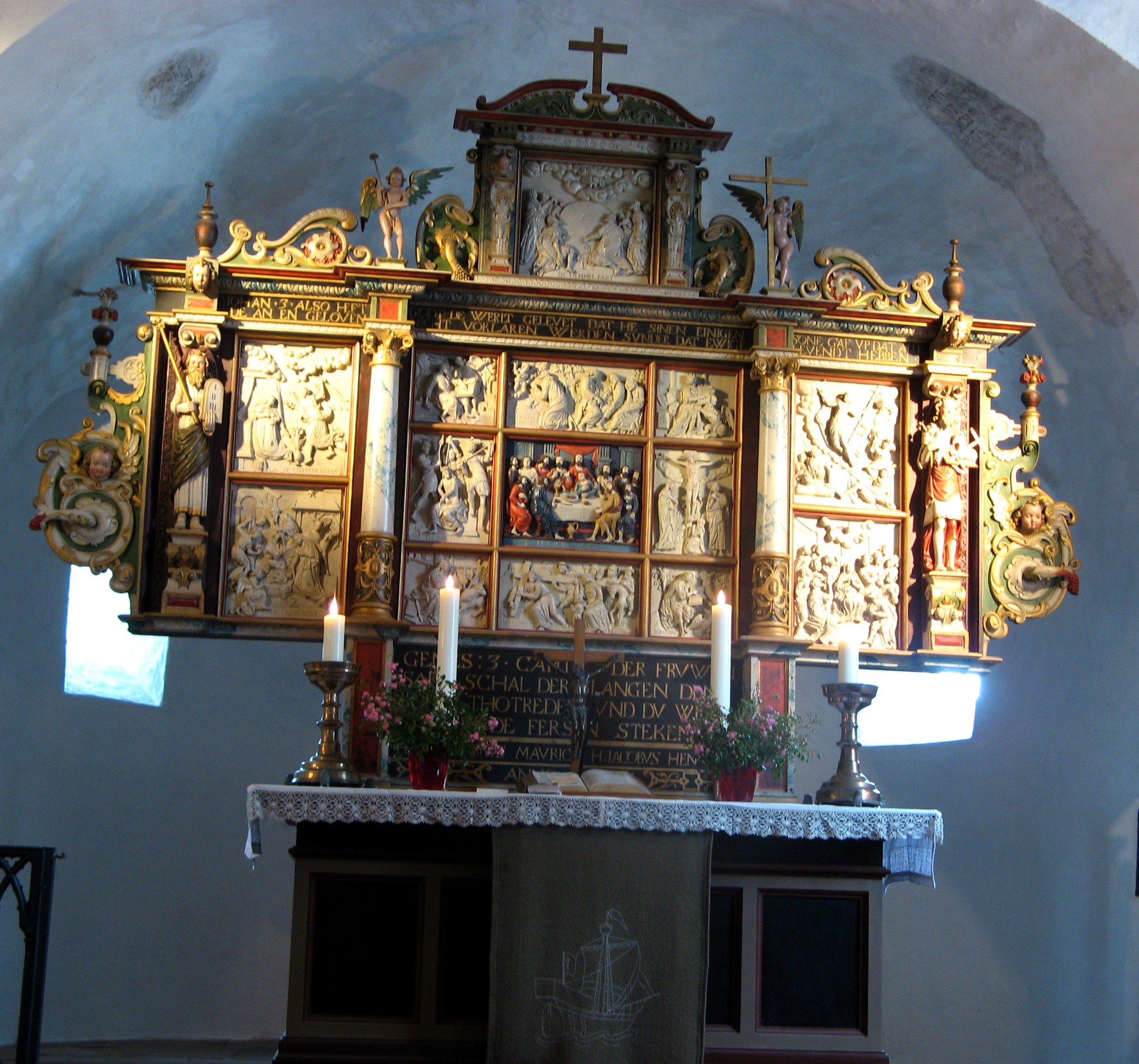
Altaar